# Cyril Rootham
 (août 2024).
Cyril Bradley Rootham est un compositeur, organiste, éducateur et chef d'orchestre britannique, né à Bristol le 5 octobre 1875 et mort à Cambridge le 18 mars 1938.

## Biographie
Né à Bristol, Cyril Rootham est le fils de Daniel Wilberforce Rootham et Mary Rootham (née Gimblett Evans). Son père Daniel est un enseignant célèbre du chant, dont les étudiants incluent Eva Turner et Clara Butt. Ce n'est donc pas étonnant que son fils deviendra un compositeur si doué pour les œuvres chorales et vocales.
Formé au Lycée de Bristol, Cyril Rootham entre dans Collège de St Johns à l'Université de Cambridge pour étudier les lettres classiques. Il développe ses talents musicaux à Cambridge et plus tard au Royal College of Music à Londres où il a pour enseignants, entre autres, Charles Villiers Stanford et Hubert Parry.
En 1898 Rootham obtient un poste d’organiste à l’église de Christ Church à Hampstead (Londres), suivi d'une brève période en 1901 comme organiste à la Cathédrale de St Asaph (au Pays de Galles). Dans la même année (1901) il est nommé organiste à St Johns College (Cambridge), un poste qu'il tiendra jusqu'à la fin de sa vie. Il devient aussi conférencier universitaire à la "Cambridge University Music Society" (CUMS), qui deviendra une influence significative dans la vie musicale en Angleterre pendant la direction inspirante de Rootham.
On doit aussi à Rootham la reprise des oratorios de Haendel, les opéras de Mozart et d'autres œuvres "oubliées". Bien que l'on attribue d'habitude la préparation textuelle à E. J. Dent et d'autres, c'est Rootham qui en est responsable.
En 1909, Rootham se marie avec Rosamond Margaret Lucas qui le soutient et l'encourage. C'est aussi Rosamond qui sera responsable de la réalisation des costumes aux concerts de la CUMS, et la maison Rootham est donc toujours remplie des vêtements nécessaires à nouvelle représentation. Leur fils Jasper St John Rootham naît en 1910.
En 1914 Rootham devient professeur de musique. Il est aussi enseignant d'orchestration apprécié: parmi ses étudiants nombreux sont Arnold Cooke, Arthur Bliss, Robin Orr et Percy M. Young. Le physique enviable de Rootham (il excellait en athlétisme au Collège) et sa manière cordiale le rend extrêmement populaire parmi ses étudiants, ce qui explique leur engagement aux concerts de la CUMS.
À part Mozart, Haendel et Purcell, les concerts de la CUMS promeuvent aussi beaucoup de musique moderne telle que le "Psalmus Hungaricus" de Kodály, "Le Roi David" d'Honegger, et la "Messe" et le "Concerto pour piano" de Pizzetti - tous dirigés par Rootham. En 1930 Rootham invite plusieurs compositeurs contemporains au concert; Manuel de Falla, Zoltán Kodály et Arthur Honegger assistent ainsi que Kathleen Long.
Bien qu'il promeuve les œuvres d'autres compositeurs, Rootham fait relativement peu pour pousser dans le répertoire ses propres compositions. Mais en 1919 il dirige sa propre version du poème de Laurence Binyon "For the Fallen" (Pour les Tombés), un poème qui poussera aussi Elgar à composer. Rootham dirige aussi la première représentation de son opéra "The Two Sisters" (Les Deux Sœurs) en 1922. La participation continuée de Rootham avec le CUMS assure une représentation du "Sémélé" de Haendel et la reprise de la tradition trisannuelle des représentations de théâtre grec avec la musique contemporaine, un coutume qui continuera même après sa mort.
Plus tard dans sa vie, Rootham est tourmenté par la maladie et développe une atrophie musculaire progressive à la suite d'une congestion cérébrale. Sa participation active dans le CUMS est déléguée à Boris Ord en 1936. Rootham achève encore quelques œuvres comme "City in the West" (La Ville vers l'Ouest) et sa Deuxième Symphonie, bien que l'orchestration soit accomplie par son ami Patrick Hadley. Cyril Rootham meurt en 1938 au sommet de ses pouvoirs créateurs, à l'âge de soixante-deux ans.

## Œuvres Principales

### Opéras
- The Two Sisters (1918-21)

### Œuvres pour orchestre
- A Passerby, rhapsodie (1910) - texte d'après Robert Bridges
- Pan, rhapsodie pour orchestre (1912)
- Processional for the Chancellor's Music (1920)
- St. John's Suite, pour orchestre de chambre (1921)
- Miniature Suite, pour orchestre ou piano et instruments à cordes (1921)
- Rhapsody on "Lazarus", pour double orchestre à cordes (1922)
- Psalm of Adonis, pour orchestre (1931)
- Symphonie nº 1 en ut mineur (1932)
- Symphonie nº 2, pour orchestre et chœur  (1936)

### Œuvres vocales
- Andromeda, cantate dramatique (1908)
- The Lady of Shalott, pour chœur et orchestre (1909-10) - texte d'après Alfred Tennyson
- Coronach, pour baryton, chœur et orchestre (1910)
- The Stolen Child, pour chœur et orchestre (1911) - texte d'après William Butler Yeats
- For the Fallen, pour chœur et orchestre (1915) - texte d'après Laurence Binyon
- Brown Earth, pour chœur, petit chœur et orchestre (1921-22) - texte d'après Thomas Moult
- Ode on the Morning of Christ's Nativity, pour solistes, chœur, petit chœur et orchestre (1928) - texte d'après John Milton
- City in the West, pour chœur et orchestre (1936) - texte d'après Jasper Rootham

### Musique de chambre
- Quatuor à cordes en ré majeur (1909)
- Quatuor à cordes en ut majeur (1914)
- Suite pour flute et piano (1921)
- Sonate pour violon et piano en sol mineur (1925)
- Septuor pour alto, quintette à vent et harpe (1930)
- Trio pour violon, violoncelle et piano (1932)

### Musique d'orgue
- Epinikion "Chant de la victoire" (1907)
- Elegiac Rhapsody on an Old Church Melody, variations sur l'hymne "Iste confessor"

## Publications
- The modern orchestra and its combination with the singing voice; especially with regard to conductors and composers, Journal of the Royal Music Association, 1910
- Voice Training for Choirs and Schools, Cambridge University Press, 1912

## Discographie
- Symphonie n° 1: London Philharmonic Orchestra, Vernon Handley, Lyrita Recorded Edition , SRCD.269
- Symphony n° 2: Scottish Philharmonic Singers, BBC Scottish Symphony Orchestra, Vernon Handley, Lyrita   REAM2118 (coffret double CD, voir ci-dessous)
- Ode on the Morning of Christ's Nativity: Teresa Cahill (soprano), Philip Langridge (tenor), Michael Rippon (bass-baritone), Trinity Boys Choir, BBC Singers & BBC Concert Orchestra, Vernon Handley, Lyrita  REAM2118 (coffret double CD, voir ci-dessus)
- Sonate pour violon en sol mineur: Jacqueline Roche, Robert Stevenson, Dutton Epoch  CDLX 7219
- For the Fallen, Miniature Suite, The Psalm of Adonis, City in the West, The Stolen Child: Alan Fearon, Sinfonia Chorus, BBC Northern Singers, Northern Sinfonia of England, Richard Hickox, EMI Classics , 5099950592326
- Miniature Suite pour orchestre à cordes et piano (et autres œuvres "Peacock Pie"): Martin Roscoe, Guildhall Strings, Hyperion Records , B0000631BI
- Epinikion et Elegiac Rhapsody on an Old Church Melody - Great European Organs, n° 66: Graham Barber aux orgues du cathédrale de Ripon (Angleterre), Priory Records , B00008OETY